# Szociálfasizmus
A szociálfasizmus a Kommunista Internacionálé által támogatott teória volt 1924 és 1934 között, majd a Molotov–Ribbentrop-paktum aláírása után 1939 és 1941 között, és korlátozottan 1948 és 1953 között is. A teória lényege az volt, hogy a szociáldemokrácia valójában a fasizmus és az imperializmus ideológiai társa, amely megosztó tevékenységet folytat.

## Története
A Komintern 1928-as VI. kongresszusán hivatalosan is elfogadták a kifejezést. A határozatnak megfelelően a Németország Kommunista Pártja nem az egyre erősödő NSDAP-t tekintette legfőbb ellenségnek, hanem a német szociáldemokratákat. Ezen kívül a Moszkva utasításait hűen követő Ernst Thälmann és a kommunista párt vezetősége mindenkit árulónak nyilvánított, aki antifasiszta egységfront létrehozását javasolta a többi baloldali párttal. Ezzel indirekt módon támogatták a nemzetiszocializmus erősödését és hatalomra jutását is. Alkalmazására Magyarországon is sor került, például József Attilától is a szociálfasizmus vádja miatt fordult el a kommunista párt.
A nemzetiszocialista hatalomátvétel és a Reichstag felgyújtása után felülvizsgálták a politikát a Kominternen belül Georgi Dimitrov javaslatára, és felfüggesztésére a Komintern VII. kongresszusán, 1935-ben került sor, amikor a népfrontpolitikát és a fasizmus elleni összefogást hirdették meg. Az egységfront politika ellenére a spanyol polgárháború idején a kommunisták igyekeztek leszámolni baloldali ellenfeleikkel. Az 1937-es barcelonai májusi események után, ahol az anarchisták és a kommunisták folytattak utcai harcokat, az utóbbiak propagandája azt terjesztette el, hogy az anarchisták és a trockisták valójában Francisco Franco tábornok parancsára, fasiszta utasításra idézték elő a harcokat.
A szovjet–német megnemtámadási szerződés megkötése után elevenítették fel megint a szociálfasizmus elméletét. Az újonnan követendő magatartást Dimitrov fogalmazta meg Sztálin utasítására 1939. szeptember 7-én, és pár nappal később nyilvánosságra is hozták. A kommunista pártokban és a Szovjetunióban megszűnt a náciellenes propaganda, a párttagoknak pedig azt kellett mondaniuk, hogy a második világháború kitöréséért a nyugati imperializmus okolható. Az antifasiszta értelmiséget lejárató kampányokba kezdtek, és a nyugati párttagoknak kötelező volt szabotálniuk hazájuk háborús erőfeszítéseit. A náciellenes németeket még a Gulagokon is összegyűjtötték, és átadták a Gestapónak, a határozatot elutasítókat pedig még a koncentrációs táborokban is kiközösítették. Ebben az időszakban 270 ezer francia kommunista tépte szét a párttagságiját. A német megszállás alá kerülő Párizsban pedig majdnem sikerült engedélyeztetni a L'Humanité kommunista lap kiadását is. A helyzet a Barbarossa hadművelet megindulása után fordult ismét, amikor a kommunisták csatlakoztak az ellenállókhoz az ismét meghirdetett népfrontpolitika részeként.